# New York Knicks 1995-1996
La stagione 1995-96 dei New York Knicks fu la 47ª nella NBA per la franchigia.
I New York Knicks arrivarono secondi nella Atlantic Division della Eastern Conference con un record di 47-35. Nei play-off vinsero il primo turno con i Cleveland Cavaliers (3-0), perdendo poi la semifinale di conference con i Chicago Bulls (4-1).

## Roster
| N° | Naz.                   | Ruolo | Sportivo         | Anno | Alt. | Peso |
| -- | ---------------------- | ----- | ---------------- | ---- | ---- | ---- |
| 3  | Stati Uniti (bandiera) | G     | John Starks      | 1965 | 191  | 82   |
| 6  | Stati Uniti (bandiera) | C     | Matt Fish        | 1969 | 211  | 107  |
| 6  | Stati Uniti (bandiera) | AC    | Charles D. Smith | 1965 | 208  | 104  |
| 7  | Stati Uniti (bandiera) | A     | J.R. Reid        | 1968 | 206  | 112  |
| 11 | Stati Uniti (bandiera) | G     | Derek Harper     | 1961 | 193  | 84   |
| 14 | Stati Uniti (bandiera) | A     | Anthony Mason    | 1966 | 201  | 113  |
| 20 | Stati Uniti (bandiera) | A     | Ron Grandison    | 1964 | 198  | 98   |
| 21 | Stati Uniti (bandiera) | G     | Charlie Ward     | 1970 | 188  | 86   |
| 23 | Stati Uniti (bandiera) | G     | Gary Grant       | 1965 | 191  | 84   |
| 32 | Stati Uniti (bandiera) | AC    | Herb Williams    | 1958 | 208  | 110  |
| 33 | Stati Uniti (bandiera) | C     | Patrick Ewing    | 1962 | 213  | 109  |
| 34 | Stati Uniti (bandiera) | AC    | Charles Oakley   | 1963 | 203  | 102  |
| 35 | Stati Uniti (bandiera) | GA    | Doug Christie    | 1970 | 198  | 91   |
| 40 | Stati Uniti (bandiera) | GA    | Willie Anderson  | 1967 | 201  | 86   |
| 41 | Stati Uniti (bandiera) | A     | Monty Williams   | 1971 | 203  | 102  |
| 44 | Stati Uniti (bandiera) | G     | Hubert Davis     | 1970 | 196  | 83   |
| 54 | Stati Uniti (bandiera) | AC    | Brad Lohaus      | 1964 | 211  | 104  |

## Staff tecnico
- Allenatori: Don Nelson (34-25) (fino all'8 marzo)[1], Jeff Van Gundy (13-10)
- Vice-allenatori: Jeff Van Gundy (fino all'8 marzo), Bob Salmi, Jeff Nix, Don Chaney, Greg Brittenham